# خصائص الأئمة (كتاب)
خصائص الأئمة هو كتاب يتناول أقوال وحياة الإمام علي عليه السلام أول أئمة الشيعة في الإسلام. الكتاب من تأليف الشريف الرضي. يقدم السيد الرضي في الكتاب صورة واضحة وشاملة عن حياة علي.

## المؤلف
أبو الحسن محمد بن الحسين الموسوي المعروف بالسيد الشريف الرضي وُلد سنة 359 هـ/970 م في بغداد وتُوفي سنة 406 هـ/1015 م. نشأ في عائلة راقية ومتدينة. تتلمذ على يد الشيخ المفيد، أحد كبار فقهاء الشيعة. اشتهر السيد الرضي بجمع الخطب والرسائل والأقوال المنسوبة إلى علي بن أبي طالب في نهج البلاغة.

## الموضوع
وكان من المفترض أن يعكس الكتاب حياة جميع أئمة الشيعة، لكن السيد الرضي انتهى به الأمر إلى التعامل فقط مع حياة وأقوال الإمام علي. ويحظى الكتاب بتقدير كبير نظرًا لأهميته التاريخية والعلمية المتميزة في هذا المجال.

## التاريخ
ومن المرجح أن الكتاب قد أُلف حوالي سنة 383 هـ. وقد ألف السيد الرضي هذا الكتاب في زمن انحطاط الدولة العباسية.

## الدافع
في مقدمة الكتاب يذكر دافعه لتأليف الكتاب. يقول الرضي أن شخصًا سأله عن متى تحولَّ إلى المذهب الشيعي الاثني عشر استهزاءً فردّ عليه السيد الرضي وحاول بعد ذلك أن يؤلف كتابا يدافع فيه عن الشيعة الاثني عشرية.

## الأسلوب
يجمع المؤلف الأقوال والأفعال المتعلقة بحياة علي.

## الأهمية
إن للكتاب أهمية كبيرة في كثير من النواحي، ومن بعض هذه النواحي ما يلي:
- مصدر قيم عن حياة علي وأقواله، وهو من أكثر الكتب التي يعتمد عليها العلماء
- من أقدم الكتب التي كتبت عن الإمام علي
- كتاب تمهيدي لتأليف نهج البلاغة

## المحتوى
بعض محتويات الكتاب هي كما يلي:
- صفات الإمام علي
- معجزات الإمام علي
- علمه بالوحي وكيفية نزوله
- قتال الخوارج
- وصف عمر لعلي